# بين كاري
بين كاري (بالإنجليزية: Ben Carey)‏ هو موسيقي وعازف قيثارة أسترالي، ولد في 10 يناير 1975 في واربورتون ‏ في أستراليا.

## وصلات خارجية
- بين كاري على موقع IMDb (الإنجليزية)
- بين كاري على موقع كينوبويسك (الروسية)